# 鍋倉駅
鍋倉駅（なべくらえき）は、山口県山口市阿東徳佐下字鍋倉にある、西日本旅客鉄道（JR西日本）山口線の駅である。

## 歴史
- 1962年（昭和37年）7月17日：国鉄山口線地福駅 - 徳佐駅間に仮停車場として新設[1]。
- 1963年（昭和38年）10月1日：正式な駅に昇格[1][2]。無人駅[3]。
- 1987年（昭和62年）4月1日：国鉄分割民営化に伴い、西日本旅客鉄道（JR西日本）に移管[4]。
- 2013年（平成25年）7月28日：豪雨災害により線路が被災、当駅を含む宮野駅 - 益田駅間が運休。

（宮野駅 - 地福駅間は8月5日に、津和野駅 - 益田駅については11月16日にそれぞれ運行を再開したが、地福駅 - 津和野駅間運転再開は2014年（平成26年）8月23日となった）

## 駅構造

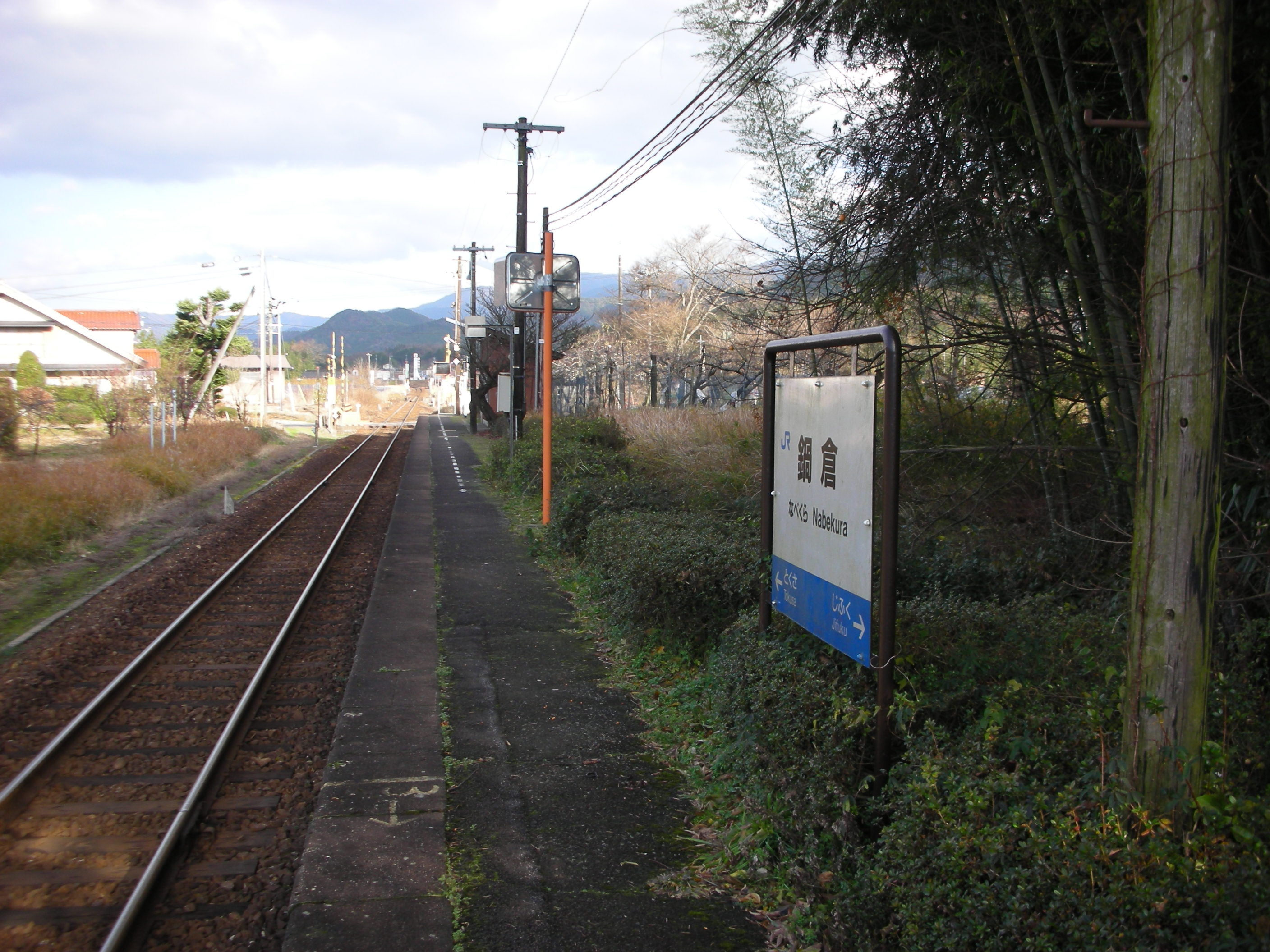
ホーム（2008年12月）

益田方面に向かって右側に単式ホーム1面1線を有する地上駅（停留所）。
新山口駅管理の無人駅。駅舎は無く、益田寄りにある出入口から直接ホームに入る形となっている。自動券売機等の設備は無い。ホーム上に待合室がある他、駅前にはトイレ、公衆電話があり、トイレには付近にあるリンゴ園案内図が貼ってある。

## 利用状況
近年の1日平均乗車人員の推移は以下の通り。
| 乗車人員推移 | 乗車人員推移 |
| 年度         | 1日平均人数  |
| ------------ | ------------ |
| 1999         | 27           |
| 2000         |              |
| 2001         | 21           |
| 2002         | 20           |
| 2003         | 21           |
| 2004         | 15           |
| 2005         | 15           |
| 2006         | 17           |
| 2007         | 7            |
| 2008         | 9            |
| 2009         | 8            |
| 2010         | 5            |
| 2011         | 5            |
| 2012         | 7            |
| 2013         | 5            |
| 2014         | 8            |
| 2015         | 8            |
| 2016         | 7            |
| 2017         | 4            |
| 2018         | 3            |
| 2019         | 5            |
| 2020         | 4            |
| 2021         | 4            |
| 2022         | 3            |

## 駅周辺
「徳佐りんご」と言うリンゴの産地であり、当駅周辺にはリンゴ園が点在する。
- りんごの駅徳佐
- 国道9号
- 山口県道311号篠目徳佐下線
- 阿武川

## 隣の駅
※当駅に停車する臨時快速「SLやまぐち号」の隣の停車駅は列車記事参照。
西日本旅客鉄道（JR西日本）
■山口線
地福駅 - 鍋倉駅 - 徳佐駅